# エドワード・ディグビー (第9代ディグビー男爵)

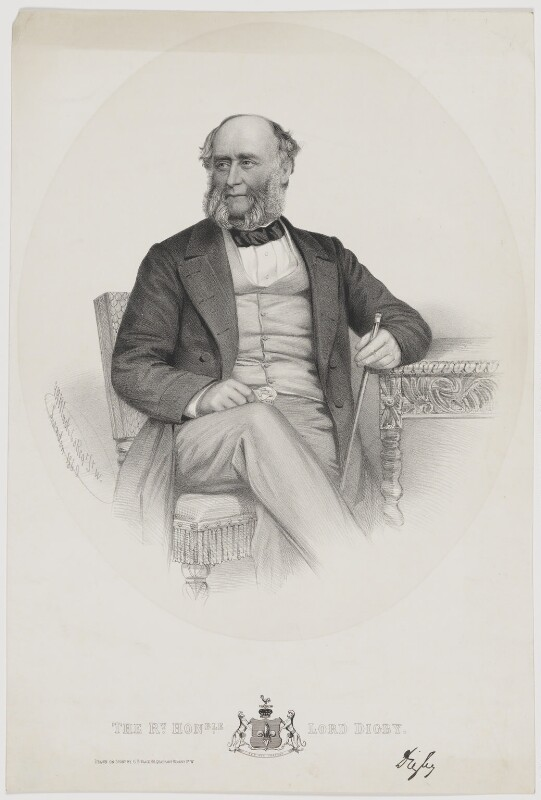
ジョージ・B・ブラック（George B. Black）による肖像画、1860年。

第9代ディグビー男爵エドワード・セント・ヴィンセント・ディグビー（英語: Edward St. Vincent Digby, 9th Baron Digby、1809年6月21日 – 1889年10月16日）は、イギリスの貴族。

## 生涯

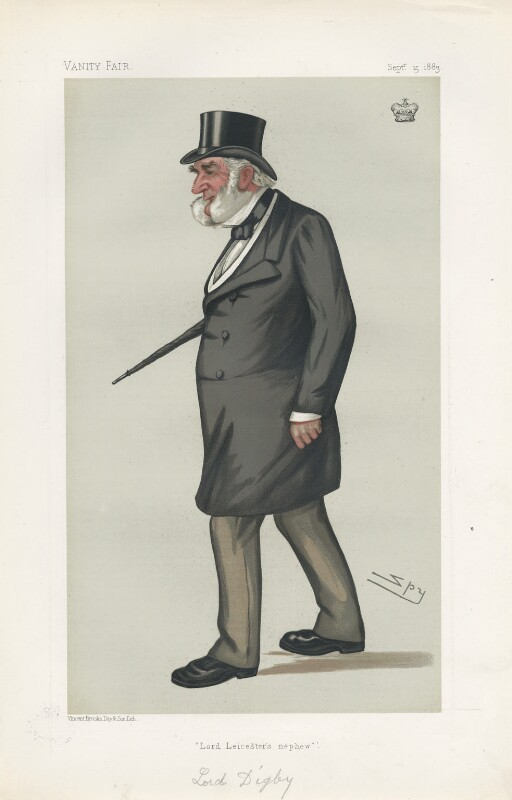
『バニティ・フェア』1883年9月15日号におけるカリカチュア、レスリー・ウォード画。

サー・ヘンリー・ディグビー（1842年8月19日没、ウィリアム・ディグビーの息子）と妻ジェーン・エリザベス（Jane Elizabeth、旧姓クック（Coke）、初代レスター伯爵トマス・ウィリアム・クックの娘）の息子として、1809年6月21日にドーセットのフォーストン・ハウス（Forston House）で生まれた。ハーロー校で教育を受けた。
1826年4月13日、エンサイン（歩兵少尉）への辞令を購入して、第65歩兵連隊に配属された。1827年4月ごろに中尉に昇進した。その後は半給になり、1828年8月4日に軽竜騎兵第9連隊に転じた。
1848年11月14日、ドーセット・ヨーマンリー連隊の大尉に任命された。1856年7月26日、少佐に昇進した。1866年7月19日に指揮権を与えられ、1870年9月に辞任した。1871年5月23日、引退後も少佐の軍階を保持することを許可された。
1856年5月12日に遠戚の第2代ディグビー伯爵エドワード・ディグビーが死去すると、ディグビー男爵位を継承した。貴族院では保守党に属し、1871年にウィリアム・グラッドストンが提出したアイルランド土地法案に反対票を投じた。1876年時点でアイルランドのキングス・カウンティ（現オファリー県）に29,722エーカーの、クイーンズ・カウンティ（現リーシュ県）に938エーカーの領地を所有し、合計で年収13,287ポンド相当だった。1883年までにメイヨー県の6,835エーカー（年収162ポンド）もアイルランドでの領地に加えられた。イングランドでは1883年時点でドーセット州に1,886エーカー、ウォリックシャーに124エーカーの領地を所有し、全領地の合算で年収15,968ポンド相当だった。
1889年10月16日にドーセットのミンターン・ハウスで死去、ミンターンで埋葬された。息子エドワード・ヘンリー・トラファルガーが爵位を継承した。

## 家族
1837年6月27日、テリーザ・アンナ・マリア・フォックス＝ストラングウェイズ（Theresa Anna Maria Fox-Strangways、1814年1月11日 – 1874年5月2日、第3代イルチェスター伯爵ヘンリー・フォックス＝ストラングウェイズの娘）と結婚、4男3女をもうけた。
- ヴィクトリア・アレクサンドリナ（Victoria Alexandrina、1917年5月21日没） - 1865年6月6日、リチャード・マーカー（Richard Marker）と結婚、子供あり[11]
- レオノーラ・キャロライン（Leonora Caroline、1930年8月19日没） - 1864年1月5日、第4代アシュバートン男爵アレクサンダー・ベアリング（英語版）（1889年7月18日没）と結婚、子供あり[11]
- エドワード・ヘンリー・トラファルガー（英語版）（1846年10月21日 – 1920年5月11日） - 第10代ディグビー男爵[11]
- メアリー・テリーザ（1896年10月12日没） - 生涯未婚[11]
- アルマラス・ケネルム（Almarus Kenelm、1850年9月5日 – 1886年12月13日[11]）
- エヴェラード・チャールズ（Everard Charles、1852年9月6日 – 1915年1月16日） - 1886年6月2日、エミリー・ルイーザ・アン・ペティ＝フィッツモーリス（Emily Louisa Anne Petty-Fitzmaurice、1939年12月2日没、第4代ランズダウン侯爵ヘンリー・ペティ＝フィッツモーリスの娘）と結婚、子供あり[11]
- ジェラルド・フィッツモーリス（Gerald Fitzmaurice、1858年12月20日 – 1942年12月8日） - 1906年7月26日、リリアン・メアリー・ハリエット・ダイアナ・リデル（Lilian Mary Harriet Diana Liddell、1962年3月18日没、第2代レイヴェンスワース伯爵ヘンリー・リデル（英語版）の末娘）と結婚、子供あり[11]